# Alice di Mâcon
Alice di Mâcon, Alix in francese, Alícia in catalano e Alis in latino (1212 circa – 23 agosto 1258), fu Contessa di Mâcon e di Vienne dal 1225 al 1239 e badessa dell'Abbaye du Lys dal 1244 fino alla sua morte.

## Origine
Secondo la Chronica Albrici Monachi Trium Fontium Alice era l'unica figlia del Conte di Mâcon e di Vienne, Gerardo II e della moglie,  Guigone di Forez, della casa d'Albon († dopo il 1239), figlia di Ghigo III Conte di Forez casa d'Albon e della sua seconda moglie Adelasia, come conferma il documento n° 4409 del Recueil des chartes de l'abbaye de Cluny. Tome 5, e sorella di Ghigo IV Conte di Forez, come conferma la Chronica Albrici Monachi Trium Fontium.

Secondo il documento n° IX della Histoire générale et particulière de Bourgogne. Tome 2, Gerardo II di Mâcon era il figlio primogenito del Conte di Mâcon e di Vienne, Guglielmo V e della moglie, Scolastica di Champagne, figlia del Conte di Champagne (conte di Troyes e conte di Meaux) e di Brie, Enrico I il Liberale (1126 - 1181) e di Maria di Francia, come conferma la Chronica Albrici Monachi Trium Fontium.

## Biografia
Suo nonno, Guglielmo V, morì nel 1224, e fu sepolto nella Galilea della Chiesa abbaziale di San Filiberto, a Tournus; suo padre, Gerardo, gli succedette come Gerardo II di Mâcon, come conferma la Chronica Albrici Monachi Trium Fontium.

Suo padre, Gerardo II governò le due contee per pochi mesi, in quanto morì in quello stesso anno o nel 1225; infatti la Chronica Albrici Monachi Trium Fontium, citando suo fratello, Enrico, riporta che in quella data Gerardo era già morto (Henrico Viennensi frater Gerardi iam defuncti).
Alice succedette a Gerardo II che era ancora minorenne, ma era già sposata, come precisano gli Annales de Bourgogne, tome XLIII, année 1971, fascicule 2, con Giovanni di Dreux, di sangue reale, che secondo la Chronica Albrici Monachi Trium Fontium era il figlio più giovane di Roberto II di Dreux e della sua seconda moglie, Yolanda di Couci, nipote del re di Francia Luigi VI e della regina Adelaide di Savoia.
Secondo il documento n° IX della Histoire générale et particulière de Bourgogne. Tome 2, Alice nel 1227, aveva ceduto il governo della contea di Vienne allo zio paterno, Enrico, che, in quella data si cita come conte di Vienne.
Secondo la Histoire généalogique des sires de Salins au comté de Bourgogne, Alice nel 1228, ricevette in dono un feudo dal prozio (fratello di suo nonno), Rinaldo.
Nel 1235, col marito, Giovanni, Alice acquistarono un terreno (Johannes comes Matisconensis et Aalis comitissa Matisconensis), secondo il documento n° 2396 del Layettes du trésor des chartes : de l'année 1224 à l'année 1246, e, sempre in quello stesso anno, Alice (A. comitissa Matisconensis) e Giovanni (J. comes Matisconensis dominus et maritus noster), fecero uno scambio di proprietà, secondo il documento n° IX della Histoire générale et particulière de Bourgogne. Tome 2.
Giovanni, che, secondo la Histoire de Mâcon du IXème au XIIIème, era stato piuttosto turbolento durante la reggenza di Bianca di Castiglia, nel 1236, assieme ad Alice si riconobbero sudditi del re di Francia, Luigi IX.
Essendo senza discendenza, nel febbraio del 1239, Giovanni (Johannes comes Matisconensis) e Alice (Aales comitissa eius uxor), come riporta il documento n° 2776 del Layettes du trésor des chartes : de l'année 1224 à l'année 1246, vendettero al re Luigi IX la Contea di Mâcon (comitatum Matisconensem), in cambio di 10.000 livres più una rendita di 1.000 livres annue.

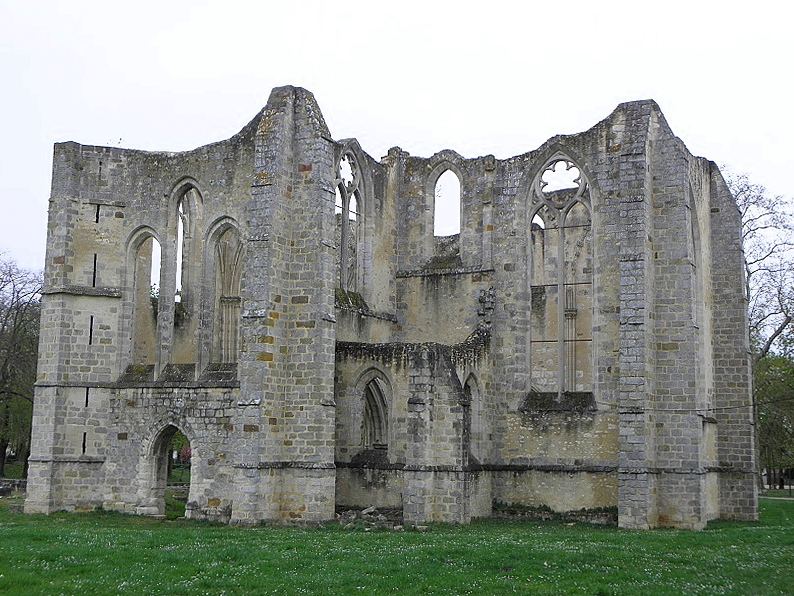
Rovine dell'abbazia du Lys

Come riporta il Recueil des historiens des croisades. Historiens occidentaux. Tome second, Giovanni di Dreux (Johan de Drues conte de Mascon), nel 1239, prese parte alla crociata, guidata dal re di Navarra Tebaldo I, imbarcandosi ad Aigues-Mortes per San Giovanni d'Acri, in Palestina, dove in quello stesso anno, a Tripoli, trovò la morte.
Rimasta vedova, Alice si ritirò in convento, e si fece monaca nell'abbazia di Maubuisson, da poco fondata dalla cugina, la regina madre, Bianca di Castiglia nei pressi di Pontoise e divenne la prima badessa dell'Abbaye du Lys, nei pressi di Melun come riporta la Gallia Christiana in provincias ecclesiasticas distributa, Volume 12; anche questa abbazia era stata fondata da Bianca di Castiglia e dal figlio Luigi IX, nel 1244.

Anche il Recueil des historiens des croisades. Historiens occidentaux. Tome second, riporta che Alice fu badessa a Lys, dove morì il 23 agosto 1258; gli Obituaires de la province de Sens. Tome 1,Partie 2 riportano la morte di Alice il 25 luglio, tra il 1258 ed il 1261.

## Discendenza
Alice a Giovanni non diede figli.

## Ascendenza
|                             |                          |                              | Genitori                       |  |  | Nonni |  |  | Bisnonni                  |  |  | Trisnonni                    |  |
|                             |                          |                              |                                |  |  |       |  |  | Gerardo I, conte di Mâcon |  |  | Guglielmo IV, conte di Mâcon |  |
|                             |                          |                              |                                |  |  |       |  |  | Gerardo I, conte di Mâcon |  |  | Guglielmo IV, conte di Mâcon |  |
|                             |                          | Alice, signora di Traves     |                                |  |  |       |  |  | Gerardo I, conte di Mâcon |  |  |                              |  |
| Guglielmo V, conte di Mâcon |                          |                              |                                |  |  |       |  |  | Gerardo I, conte di Mâcon |  |  |                              |  |
|                             |                          | Mauretta di Salins           | Gaucher III, signore di Salins |  |  |       |  |  |                           |  |  |                              |  |
|                             |                          | Mauretta di Salins           | Gaucher III, signore di Salins |  |  |       |  |  |                           |  |  |                              |  |
|                             |                          | Mauretta di Salins           | …                              |  |  |       |  |  |                           |  |  |                              |  |
| Gerardo II, conte di Mâcon  |                          | Mauretta di Salins           |                                |  |  |       |  |  |                           |  |  |                              |  |
|                             |                          | Enrico I, conte di Champagne | Tebaldo II, conte di Champagne |  |  |       |  |  |                           |  |  |                              |  |
|                             |                          | Enrico I, conte di Champagne | Tebaldo II, conte di Champagne |  |  |       |  |  |                           |  |  |                              |  |
|                             |                          | Enrico I, conte di Champagne | Matilde di Carinzia            |  |  |       |  |  |                           |  |  |                              |  |
| Scolastica di Champagne     |                          | Enrico I, conte di Champagne |                                |  |  |       |  |  |                           |  |  |                              |  |
|                             |                          | Maria di Francia             | Luigi VII, re di Francia       |  |  |       |  |  |                           |  |  |                              |  |
|                             |                          | Maria di Francia             | Luigi VII, re di Francia       |  |  |       |  |  |                           |  |  |                              |  |
|                             |                          | Maria di Francia             | Eleonora, duchessa d'Aquitania |  |  |       |  |  |                           |  |  |                              |  |
| Alice, contessa di Mâcon    |                          | Maria di Francia             |                                |  |  |       |  |  |                           |  |  |                              |  |
|                             | Ghigo II, conte di Forez | Ghigo I, conte di Forez      |                                |  |  |       |  |  |                           |  |  |                              |  |
|                             | Ghigo II, conte di Forez | Ghigo I, conte di Forez      |                                |  |  |       |  |  |                           |  |  |                              |  |
|                             | Ghigo II, conte di Forez | Sibilla, signora di Beaujeu  |                                |  |  |       |  |  |                           |  |  |                              |  |
| Ghigo III, conte di Forez   | Ghigo II, conte di Forez |                              |                                |  |  |       |  |  |                           |  |  |                              |  |
|                             |                          | Guglielmina                  | …                              |  |  |       |  |  |                           |  |  |                              |  |
|                             |                          | Guglielmina                  | …                              |  |  |       |  |  |                           |  |  |                              |  |
|                             |                          | Guglielmina                  | …                              |  |  |       |  |  |                           |  |  |                              |  |
| Guigone di Forez            |                          | Guglielmina                  |                                |  |  |       |  |  |                           |  |  |                              |  |
|                             |                          | …                            | …                              |  |  |       |  |  |                           |  |  |                              |  |
|                             |                          | …                            | …                              |  |  |       |  |  |                           |  |  |                              |  |
|                             |                          | …                            | …                              |  |  |       |  |  |                           |  |  |                              |  |
| Adalasia                    |                          | …                            |                                |  |  |       |  |  |                           |  |  |                              |  |
|                             |                          | …                            | …                              |  |  |       |  |  |                           |  |  |                              |  |
|                             |                          | …                            | …                              |  |  |       |  |  |                           |  |  |                              |  |
|                             |                          | …                            | …                              |  |  |       |  |  |                           |  |  |                              |  |
|                             |                          | …                            |                                |  |  |       |  |  |                           |  |  |                              |  |

### Fonti primarie
- (LA)  Histoire générale et particulière de Bourgogne. Tome 2.
- (LA)  Recueil des chartes de l'abbaye de Cluny. Tome 5.
- (LA)  Gallia Christiana in provincias ecclesiasticas distributa, Volume 12.
- (LA)  Monumenta Germaniae Historica, Scriptores, tomus XXIII.
- (LA)  Obituaires de la province de Sens. Tome 1, Partie 2.
- (LA)  (FR)  Annales de Bourgogne, tome XLIII, année 1971, fascicule 2.
- (LA)  (FR)  Histoire généalogique des sires de Salins au comté de Bourgogne.
- (FR)  Recueil des historiens des croisades. Historiens occidentaux. Tome second.
- (LA)  Layettes du trésor des chartes : de l'année 1224 à l'année 1246.

### Letteratura storiografica
- (FR)  Histoire de Mâcon du IXème au XIIIème.